# Red Ar Mor
Le Red Ar Mor est un sloop caseyeur construit de 1942 dans le chantier naval Keraudren de Camaret dans le Finistère.
Son immatriculation est CM 2801 (Camaret). Il appartient à une association de Douarnenez.
Le Red Ar Mor fait l’objet d’un classement au titre objet des monuments historiques depuis le 23 mars 2005.
Il a le label BIP (Bateau d'intérêt patrimonial) de la Fondation du patrimoine maritime et fluvial.

## Histoire
|                                             |
| Le Red Ar Mor au port de Tréboul-Douarnenez |

|  |
|  |

Le Red Ar Mor est un bateau de pêche aux crustacés construit pour le patron-pêcheur Rolland. Il est l'un des rares témoins de la pêche à voile en mer littoral dans le Ponant. Son nom en breton veut dire « Court la mer ».
Il est muni d'un unique mât à pible amovible de 7 mètres de long avec une voilure aurique classique avec flèche.
L'activité de pêche du Red ar Mor s'est arrêtée dès 1951. Il est vendu à deux médecins et est immatriculé pour la plaisance à Douarnenez sous le no DZ 7217.
Il a subi une première restauration de sauvetage en 1975 et est inscrit au quartier maritime de Camaret avec le no 2801.
Apte à la navigation, il est la propriété privée de l'Association amicale pour la sauvegarde du Red Ar Mor. 
Il participe aux rassemblements de gréements traditionnels de la région.